# Риноманометр
Риномано́метр — прилад для вимірювання тиску та об'єму повітря упродовж вдиху та видиху. За результатами вимірювання дозволяє об'єктивно оцінити прохідність носових ходів пацієнта. Прилад вимірює диференціальний тиск та витрату повітряного потоку під час дихання.

## Використання
Ріноманометр ефективно використовується в клінічній практиці для диференцьованої діагностики закладеності носа при структурних змінах слизової оболонки шляхом проведення тестів до та після деконгексантів.

## Існуючі прилади
- Риноманометр «Optimus»
- Rhinoresistometry rhinometry system ED200 Rinopocket (Euroclinic)
- Rhinomanometry rhinometry system PDD-301/r  (Piston)